# Katrien Vermeire
Katrien Vermeire (Oostende, 1979) is een Belgische fotografe en filmmaakster.

## Biografie
Katrien Vermeire studeerde fotografie aan de Koninklijke Academie voor Schone Kunsten (KASK) te Gent en kunstgeschiedenis aan de UGent.
In 2002 won zij de Vierjaarlijkse Prijs voor Beeldende Kunst van de Provincie West-Vlaanderen.
Haar werk werd tentoongesteld in het binnen- en buitenland, onder meer in het Foam Fotografiemuseum in Amsterdam en het nieuwe Museum M in Leuven. In 2011 werd haar foto reeks Godspeed geselecteerd voor Foam Magazine nr. 28 (Talent). The Wave, een foto- en filmproject in coregie met Sarah Vanagt, werd in première voorgesteld op de 18de Biënnale van Sydney in 2012 en werd onder meer geselecteerd voor internationale festivals zoals Locarno, IDFA Amsterdam en IFFR Rotterdam. Haar eerste documentaire kortfilm Der Kreislauf (A Handful) won de Kidseye Grand Prize op het 2014 Rhode Island International Film Festival.